# Lygodactylus kimhowelli
Espèce
Lygodactylus kimhowelli est une espèce de geckos de la famille des Gekkonidae.

## Répartition
Cette espèce est endémique de Tanzanie.

## Description
C'est un gecko diurne et arboricole de couleur grise, parfois bleutée, il présente des bandes sombres longitudinales qui partent de la tête et descendent jusqu'à la limite de la queue. La couleur grise se transforme en beige et parfois en jaune sur la tête. Le dessous du corps est rouge-orangé sauf au niveau de la queue et de la tête, qui sont grises, avec parfois du noir et du beige sous la tête.

## Étymologie
Cette espèce est nommée en l'honneur de Kim M. Howell.

## Publication originale
- Pasteur, 1995 : Biodiversite et reptiles: diagnoses de sept nouvelles espèces fossiles et actuelles du genre de lezards Lygodactylus (Sauria, Gekkonidae). Dumerilia, vol. 2, p. 1-21.